# Специальные призы в сумо
Специальные призы в сумо (яп. 三賞, сан-сё, дословно «три приза») — три особых поощрительных приза (иногда говорят — премии), присуждаемых c 1947 года по итогам официального турнира борцам высшего дивизиона (макуути) за большие успехи. Призы называются «Сюкун-сё», «Гино-сё», «Канто-сё», каждый из призов присуждается за успехи особого рода. Поощрённый борец получает особый кубок, денежную премию (2 миллиона йен) и бонусные очки (условные йены) на бонусный счёт (моти-кюкин).

## Порядок награждения
Призы присуждаются по решению специальной комиссии, состоящей из членов судейского комитета Японской ассоциации сумо и журналистов. Поощрительный приз может получить борец высшего дивизиона (макуути), имеющий ранг не выше сэкивакэ и показавший на турнире преобладание побед (катикоси). Других формальных критериев для присуждения призов не существует. Один борец может получить несколько разных призов одновременно — два или три кубка и суммарную премию, одним и тем же призом могут быть поощрены сразу несколько борцов — каждый получит и кубок, и установленные премиальные (пока максимальное количество одновременных награждений одним призом — 6: на июльском басё 2023 года канто-сё получили Хосёрю, Котоновака, Хокутофудзи, Гонояма, Сёнанноуми и Хакуохо). Иногда какие-либо из призов могут быть не присуждены никому, поэтому общее количество вручённых по итогам басё призов может быть различным. В течение более 70 лет с момента учреждения призов ни один турнир не обходился без присуждения хотя бы одного из них, однако в сентябре 2018 года все три приза впервые остались неприсуждёнными. Максимальное количество призов — 8 — было вручено по итогам июльского басё 2023 года: помимо упомянутых 6 премий канто-сё были вручены также гино-сё (Хакуохо) и сюкун-сё (Нисикиги).

## Сюкун-сё
Shukun-shō (殊勲賞). Обычно переводится как «приз за выдающееся выступление» или «приз за красивые победы». Присуждается борцу ранга ниже одзэки, одержавшему наибольшее количество побед над сильнейшими борцами, имеющими ранг одзэки или ёкодзуна.

## Гино-сё
Ginō-shō (技能賞). Обычно переводится как «приз за техническое совершенство». Может быть присуждён борцу, продемонстрировавшему совершенную технику. Понятие «совершенной техники» субъективно. Присуждается реже других, считается наиболее престижным из трёх.

## Канто-сё
Kantō-shō (敢闘賞). Обычно переводится как «приз за проявленный боевой дух» или «приз за волю к победе». Может быть присуждён борцу, показавшему существенный результат (10-5 и выше), продемонстрировавшему большое упорство или явный прогресс.

## Одновременное награждение тремя призами
По состоянию на март 2024 года было шесть случаев награждения одного борца всеми тремя призами по итогам одного турнира, причём в трёх случаях эти борцы также выиграли турнир:
| Басё          | Борец       | Звание         | результат |
| ------------- | ----------- | -------------- | --------- |
| июль 1973     | Дайдзю      | сэкивакэ       | 13-2      |
| сентябрь 1973 | Онисики     | маэгасира № 11 | 11-4      |
| январь 1992   | Такаханада  | маэгасира № 2  | 14-1      |
| июль 1999     | Дэдзима     | сэкивакэ       | 13-2      |
| ноябрь 2000   | Котомицуки  | маэгасира № 9  | 13-2      |
| март 2024     | Такэруфудзи | маэгасира № 17 | 13-2      |

Жирным шрифтом выделены победы на турнире.

## Рекордсмены по числу призов
По состоянию на конец января 2020. Выделены действующие борцы
|     | Сикона     | Всего | Сюкун-сё | Канто-сё | Гино-сё | Годы      | Высший ранг за карьеру |
| --- | ---------- | ----- | -------- | -------- | ------- | --------- | ---------------------- |
| 1   | Акиносима  | 19    | 7        | 8        | 4       | 1988-99   | Сэкивакэ               |
| 2   | Котонисики | 18    | 7        | 3        | 8       | 1990-98   | Сэкивакэ               |
| 3   | Кайо       | 15    | 10       | 5        | 0       | 1994-2000 | Одзэки                 |
| 4=  | Цуругаминэ | 14    | 2        | 2        | 10      | 1956-66   | Сэкивакэ               |
| 4=  | Асасио     | 14    | 10       | 3        | 1       | 1979-83   | Одзэки                 |
| 4=  | Такаторики | 14    | 3        | 10       | 1       | 1990-2000 | Сэкивакэ               |
| 7=  | Мусояма    | 13    | 5        | 4        | 4       | 1994-2000 | Одзэки                 |
| 7=  | Тосаноуми  | 13    | 7        | 5        | 1       | 1995-2003 | Сэкивакэ               |
| 7=  | Котомицуки | 13    | 2        | 4        | 7       | 2000-07   | Одзэки                 |
| 10= | Тотиадзума | 12    | 3        | 2        | 7       | 1996-2001 | Одзэки                 |
| 10= | Аминисики  | 12    | 4        | 2        | 6       | 2000-2017 | Сэкивакэ               |
| 12= | Такамияма  | 11    | 6        | 5        | 0       | 1968-81   | Сэкивакэ               |
| 12= | Дайдзю     | 11    | 4        | 1        | 6       | 1970-73   | Одзэки                 |
| 12= | Кириндзи   | 11    | 4        | 4        | 3       | 1975-88   | Сэкивакэ               |
| 12= | Хоси       | 11    | 3        | 3        | 5       | 1983-86   | Ёкодзуна               |
| 12= | Гоэйдо     | 11    | 5        | 3        | 3       | 2007-14   | Одзэки                 |
| 12= | Тотиносин  | 11    | 2        | 6        | 3       | 2009-     | Одзэки                 |

## Интересные факты
- Одзэки Кайо имел 10 сюкун-сё, 5 канто-сё, 5 Императорских кубков, но при этом ни одного гино-сё.
- В 2009 году ни на одном турнире не было вручено ни одного сюкун-сё.